# Unia dla Europy
Unia dla Europy – frakcja polityczna w Parlamencie Europejskim IV kadencji, istniejąca w latach 1995–1999.
Przewodniczącymi grupy byli Francuz Jean-Claude Pasty (1995–1999) oraz Włosi Giancarlo Ligabue (1995–1996) i Claudio Azzolini (1996–1998).
Frakcję utworzono 5 lipca 1995 w wyniku połączenia dwóch grup politycznych – Europejskiego Sojuszu Demokratycznego i Forza Italia. W skład pierwszej wchodzili głównie przedstawiciele francuskiego Zgromadzenia na rzecz Republiki i irlandzkiego ugrupowania Fianna Fáil. Drugą tworzyli wyłącznie eurodeputowani z Włoch, przede wszystkim wybrani z ramienia Forza Italia. W dacie utworzenia frakcja liczyła około 50 członków. 15 czerwca 1998 przedstawiciele Forza Italia przeszli do Europejskiej Partii Ludowej. Unia dla Europy nie została reaktywowana w kolejnej kadencji Europarlamentu.